# 衛慕夫人 (夏景宗)
衛慕夫人（10世纪？—1034年），又称默穆氏、米慕氏、母米氏，西夏景宗李元昊的妻子，出身银州的党项大族衛慕氏，李元昊的母亲的同族。
衛慕氏幼年丧父，由母亲抚养长大。1028年，李元昊纳为夫人。1034年，她的同族卫慕山喜谋害李元昊，事发，李元昊把卫慕族人沉于黄河。元昊因为衛慕氏有身孕，把她幽禁起来。李元昊毒杀母亲之后，她责备元昊。她的儿子出生后，野利皇后诬陷此子的相貌不像元昊，元昊于是杀死衛慕氏母子。